# Трайнин, Илья Павлович
Илья Павлович Трайнин (26 декабря 1886 (7 января 1887), Рига — 27 июня 1949, Москва) — советский организатор кинопроизводства, директор объединённой Московской кинофабрики Совкино (1926—1930), правовед и общественный деятель, доктор государственных и общественных (юридических) наук (1935). Академик АН СССР (1939).

## Биография
Родился 26 декабря 1886 года (по новому стилю – 7 января 1887 года) в Риге в семье мелкого служащего Файвиша Нохумовича Трайнина (купеческого 2-й гильдии сына из Витебска) и Нехамы Файвишовны Шугал. Окончив гимназию, попал под влияние революционно настроенной молодёжи. Посещал марксистские кружки, распространял прокламации, выступал в качестве агитатора, стал членом большевистской боевой дружины. В 1904 году вступил в РСДРП. Во время событий Первой русской революции в 1905 году участвовал в вооруженных выступлениях в Риге и был арестован, но тогда ему удалось бежать. На конспиративном собрании дружинников полиция арестовала его вторично. После семимесячного заключения в Риге он подлежал ссылке в Сибирь, но при содействии «Красного Креста» по причине молодости ссылка была заменена высылкой за границу.
В эмиграции работал на различных предприятиях, участвовал в рабочем движении, слушал лекции по международному праву в Нью-Йорке, Штутгарте, Цюрихе, Париже. В 1908 году нелегально пробрался в Польшу, но вскоре был вынужден бежать в Швейцарию. В 1908—1911 годах жил в Женеве, затем до 1917 года — в Париже. Посещал лекции в университете и в Высшей школе социальных наук, участвовал в различных кружках, публиковался в заграничных русских изданиях и в российской легальной профсоюзной прессе. В 1912 году был назначен секретарём заграничной группы «Вперёд», которая занималась доставкой нелегальной литературы в Россию. После Февральской революции в России 1917 года вернулся на родину.
В мае 1917 года приехал в Самару, работал в редакции газеты «Приволжская правда». В октябре 1917 года был избран членом Самарского ревкома, а позже возглавил Губпродкомиссариат. Одновременно стал членом Самарского городского и губернского исполкома Советов, где редактировал различные журналы.
В мае 1918 года, во время восстания Чехословацкого корпуса в Самаре предложил себя в качестве одного из парламентеров. После того как в начале июня 1918 года Самару заняли чехословаки и белогвардейцы, был арестован, четыре месяца сидел в тюрьме, чудом остался жив, был освобождён наступающими частями Красной армии.
После длительной проверки в губернской ЧК в мае 1919 года был назначен начальником Политпросвета Южной группы Восточного (позднее — Туркестанского) фронта. Затем служил заместителем начальника политотдела Туркестанского фронта, уполномоченным Реввоенсовета Заволжского военного округа по национальным делам.
С 24 августа 1920 года работал в Наркомате по делам национальностей РСФСР редактором и заведующим оргинструкторским отделом, заведующим издательским отделом, заведующим отделом национальных меньшинств. В 1922—1924 годах был редактором журнала «Жизнь национальностей».
В 1920—1924 годах преподавал в Коммунистическом университете трудящихся Востока.
В 1923—1925 годах — председатель Главного репертуарного комитета Наркомата просвещения РСФСР. В июле 1924 года был утверждён членом художественного совета по кино при Главполитпросвете.
В 1925—1930 годах — член правления «Совкино» и с 1926 года по совместительству директор объединённой Московской кинофабрики «Совкино». Ответственный редактор киножурнала «Совкино», член правления «Пролеткино» (1926). В своих воспоминаниях Эсфирь Шуб писала о нём:

И. П. Трайнин — это, должно быть, был единственный директор, который никогда не требовал от режиссёров показа ему фильмов, пока режиссёры не находили это для себя возможным.
В 1928 году был подвергнут критике за «коммерческий уклон» кинопродукции «Совкино», в 1930 году — за отсутствие в кинокомпании производственной и экспериментальной базы для создания звуковых фильмов.
С 1931 года работал в Институте права АН СССР. В 1935 году ему была присвоена учёная степень доктора юридических наук. 28 января 1939 года был избран академиком АН СССР. С 1939 года — заместитель директора, в 1942—1947 годах — директор Института права АН СССР. С 1940 года также заведующий кафедрой государственного права Московского юридического института.
В 1940 году был назначен членом комитета по Сталинским премиям.
В 1943—1945 годах — член Чрезвычайной государственной комиссии по установлению и расследованию злодеяний немецко-фашистских захватчиков.
В 1942—1946 годах — заместитель, в 1946—1949 годах — академик-секретарь Отделения экономики и права АН СССР. В 1942—1948 годах — заведующий кафедрой и профессор государственного права Института международных отношений НКИД СССР. С 1948 года также заведующий кафедрой государственного права Военно-юридической академии.
В разное время также преподавал в Институте права красной профессуры, Московском юридическом институте Наркомюста СССР, в Военно-юридической академии, на юридическом факультете МГУ.
Похоронен на Новодевичьем кладбище в Москве.

## Награды и звания
- Орден Трудового Красного Знамени (4 ноября 1944) — за выдающиеся заслуги в деле подготовки специалистов для народного хозяйства и культурного строительства
- Орден Трудового Красного Знамени (1945)
- Орден Трудового Красного Знамени (18 января 1947)
- медали
- Почётный доктор Пражского университета (1948)